# Fuentebureba
Fuentebureba ist ein Dorf und eine Gemeinde mit nur noch 56 Einwohnern (Stand: 2024) in der Comarca La Bureba im Osten der Provinz Burgos innerhalb der autonomen Gemeinschaft von Kastilien-León in Spanien. Zur Gemeinde gehört neben dem Hauptort Fuentebureba noch die Ortschaft Calzada de Bureba.

## Lage und Klima
Der Ort Fuentebureba liegt in einer Höhe von ca. 680 m etwa 35 Kilometer nordwestlich der Provinzhauptstadt Burgos. Das Klima ist gemäßigt bis warm; der für spanische Verhältnisse reichliche Regen (ca. 705 mm/Jahr) fällt – mit Ausnahme der eher trockenen Sommermonate – übers Jahr verteilt.

## Bevölkerungsentwicklung
| Jahr      | 1970 | 1981 | 1991 | 2001 | 2011 | 2021 |
| Einwohner | 246  | 178  | 102  | 78   | 46   | 40   |

Die seit den 1950er Jahren deutlich gesunkenen Einwohnerzahlen sind als Folge der Mechanisierung der Landwirtschaft und der Aufgabe bäuerlicher Kleinbetriebe zu sehen.

## Wirtschaft
Das Gebiet der Comarca La Bureba ist schon seit alters her ein Weizenanbaugebiet, aber auch Sonnenblumen und Leguminosen werden ausgesät. 

## Sehenswürdigkeiten
- Michaeliskirche (Iglesia de San Miguel Arcángel)

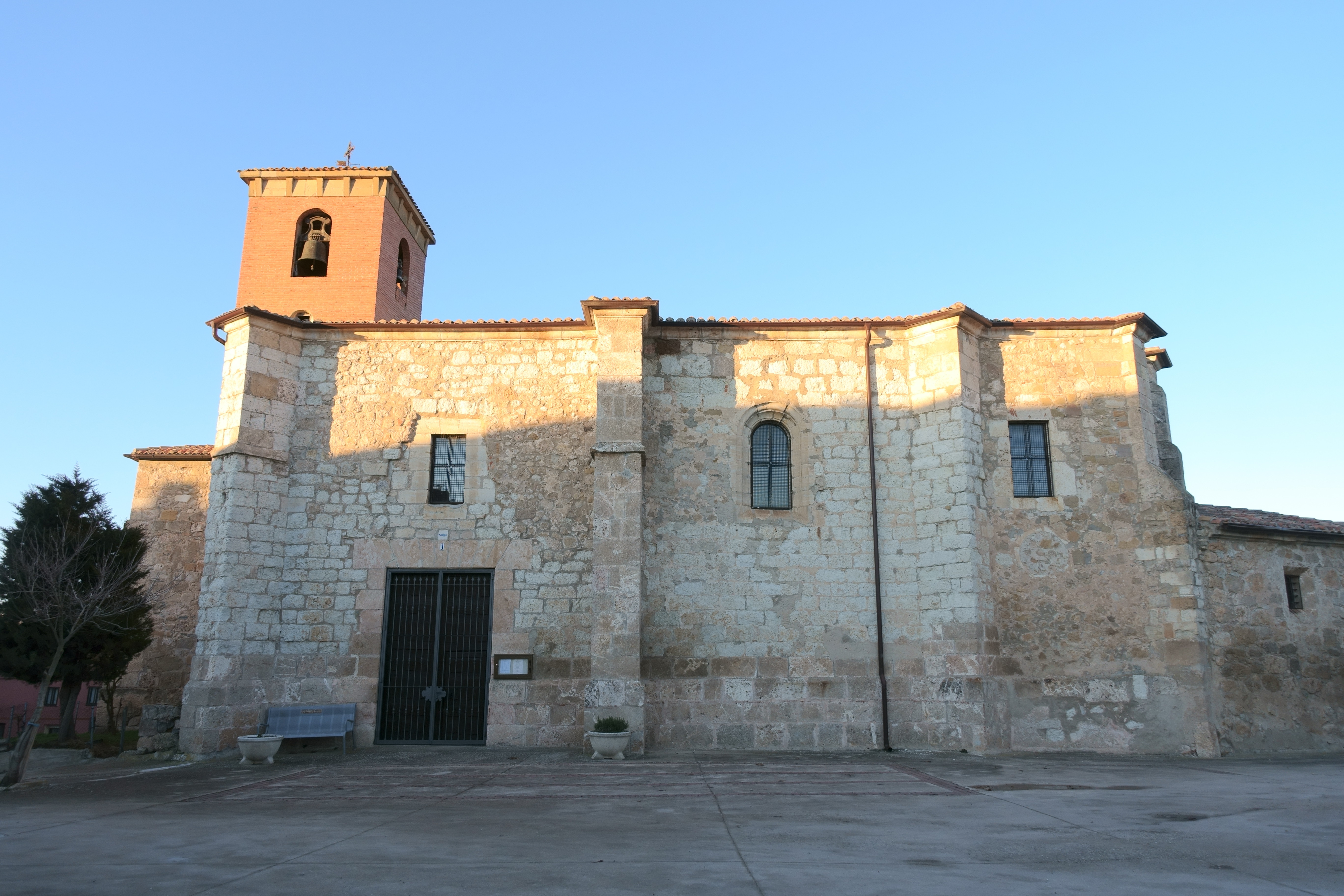
Michaeliskirche